# Incendie du collège Édouard-Pailleron
Pour les articles homonymes, voir Pailleron.
Le collège Édouard-Pailleron est un établissement d'enseignement secondaire public situé 33, rue Édouard-Pailleron, dans le 19e arrondissement de Paris. Il fait suite au collège d'enseignement secondaire (CES) Édouard-Pailleron, et est nommé comme lui d'après la rue Édouard-Pailleron, elle-même nommée en l'honneur de l’homme de lettres Édouard Pailleron (1829-1899).
L'ancien bâtiment du collège a été détruit le 6 février 1973 par un incendie criminel qui a provoqué la mort de vingt personnes dont seize enfants. Le nombre élevé de victimes est en partie dû au type de construction choisi qui a favorisé la propagation rapide de l'incendie. C'est la raison pour laquelle des familles de victimes ont cherché à appeler la responsabilité de l'État français, maître d'ouvrage. Par métonymie, on appelle en France « type Pailleron » ou « pailleron » un bâtiment scolaire construit suivant la même technique utilisant des poutrelles métalliques.

## Histoire du collège

### Construction
Le bâtiment est construit à la fin des années 1960, dans la double urgence à laquelle l'État est alors confronté : accueillir les enfants du baby boom et faire face à l'augmentation du nombre d'élèves due au passage de la fin de la scolarité obligatoire de 14 à 16 ans. La construction se fait sans permis de construire. Cinquante-huit collèges et dix lycées du même type sont bâtis à la fin des années 1960 en France. Les normes de sécurité sont assouplies et des mesures dérogatoires sont prises afin de contourner certaines obligations concernant en particulier la résistance de la structure. Les procédés de construction à structures métalliques ont, dans ces conditions, des prix plus compétitifs par rapport au béton. De manière dérogatoire, le collège Pailleron, qui a quatre étages, est autorisé à avoir une durée de résistance au feu de 15 minutes, disposition normalement réservée aux bâtiments qui ne dépassent pas les deux étages et n'accueillent pas plus de 700 élèves.

### L'incendie
Le 6 février 1973, à 19 h 40, un incendie se déclare dans le collège, qui fait vingt morts : seize enfants et quatre adultes,. L'incendie est provoqué par deux élèves qui, par fanfaronnade ou par vengeance envers la direction, font flamber une poubelle aspergée de deux litres de white-spirit (naphta lourd). Ils ignorent que le collège est utilisé, ce soir-là, par le conservatoire de musique, qui y donne ses cours pour la première fois.
Outre la faible durée de résistance au feu, les vides multiples que présente la structure du bâtiment constituent des « cheminées à fort tirage » favorisant la propagation rapide de l'incendie. Le feu provoque une coupure d'électricité au bout de quatre minutes. Le bâtiment étant équipé de plaques de polystyrène et de matériaux hautement inflammables, l'incendie progresse rapidement et d'épaisses fumées toxiques se forment en quantité importante,. Se propageant par les faux plafonds et les cloisons, l'incendie passe du premier étage au quatrième, prenant « en tenaille » les deuxième et troisième étages. Les escaliers de ce bâtiment se trouvent aux extrémités et en décalage un étage sur deux. Il faut parcourir toute la longueur du bâtiment pour passer d'un étage à un autre.
Durant l'incendie se trouvent au troisième étage du collège trente-six personnes, élèves et enseignants du conservatoire de musique. Un professeur réussit à faire sortir des enfants sur un toit adjacent en brisant une fenêtre avec des chaises et en les faisant descendre grâce à une échelle apportée par le garagiste de la rue. Puis il retourne dans le bâtiment afin d'aider ses collègues. Il fera partie des victimes, tout comme deux autres professeurs de musique, la gardienne du collège, enceinte, partie prévenir les enfants, et les seize enfants retrouvés vers 22h par les pompiers. Ces derniers sont arrivés quatre minutes après le début de l'incendie mais n'ont pas pu entrer dans l'établissement déjà totalement embrasé. Le rapport de la commission d'enquête du 20 février 1973 fait apparaître que le conservatoire avait obtenu, le 29 janvier 1973, l'autorisation préfectorale d'utiliser les locaux du collège « sous réserve que les occupants temporaires prendront soin des locaux, et les laisseront dans un état de propreté parfaite, de manière à prévenir tout danger de contagion et à écarter toute menace pour la santé des élèves ». Aucune consigne concernant la sécurité n'est formulée dans cette autorisation.

### Suites de l'incendie
Le samedi qui suit l'incendie, le 10 février, des engins de terrassement commencent à dégager les gravats. Les habitants du quartier forment une chaîne humaine afin d'empêcher le passage des engins, car ils souhaitent que les preuves qui pourraient servir dans une action pour condamner les responsables de cet incendie ne disparaissent pas. Des parents de victimes contactent, par l'intermédiaire de leur avocat, le juge chargé de l'enquête qui fait arrêter la destruction.
Les corps des victimes sont identifiés après plusieurs jours grâce aux dossiers dentaires et aux bijoux. Une chapelle ardente est dressée dans la mairie du XIXe. Les proches et voisins y défileront pendant plusieurs jours. Les obsèques sont célébrées dans les églises et synagogue du quartier. Certaines victimes sont enterrées dans le Cimetière de la Villette, rue d'Hautpoul. Une stèle commémorative est dressée à l'emplacement de la tragédie.
Tandis que l'association des familles de victimes cherche à mettre en cause la responsabilité de l'État, celui-ci insiste sur celle des jeunes élèves pyromanes. L'ancien ministre de l'Éducation nationale et de l'Intérieur Christian Fouchet va jusqu'à prétendre que cet incendie est causé par l'affaiblissement moral dû à Mai 68. Quelques jours plus tard, les deux pyromanes sont écroués à Fresnes, inculpés, en raison pour l'un, « d'incendie volontaire », l'autre de complicité. Le verdict du procès de ces mineurs est rendu le 10 novembre 1977 : ils sont condamnés à quatre et cinq ans de prison avec sursis ; leurs parents sont reconnus civilement responsables et doivent s'acquitter d'indemnités aux familles.

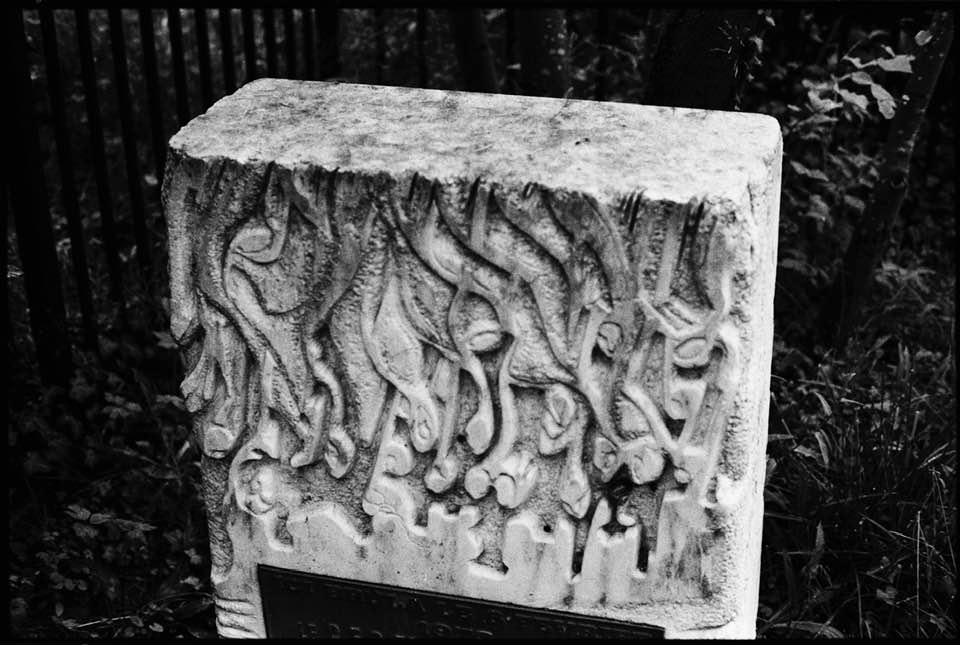
Stèle commémorative de l'incendie du collège Édouard-Pailleron.

En 1979, un second verdict est rendu en ce qui concerne d'autres prévenus : quatre personnes sont relaxées ; trois hauts fonctionnaires (dont le directeur de la DESUS, Direction de l’Équipement Scolaire Universitaire et Sportif), le constructeur de l'établissement et son architecte sont condamnés à de la prison avec sursis. Ils seront amnistiés par la suite.
En 1985, le Conseil d'État estime que le collège n'était pas conforme aux normes de sécurité en vigueur et que sa sécurité a été insuffisamment contrôlée. Il considère aussi que le procédé de construction agréé par le ministre de l'Éducation nationale l'a été en dépit de ses défauts. Il juge aussi « que l'exécution même de la construction, l'État ayant la qualité de maître d'ouvrage délégué en vertu d'une convention en date du 26 mars 1969 passée entre la ville de Paris et l'État en application du décret susvisé du 27 novembre 1962, a été déficiente ; que ces circonstances, qui résultent de négligences et d'imprudences graves des services administratifs responsables, sont constitutives de fautes ; que les défauts qui ont par suite entaché la construction du bâtiment ont facilité la propagation et le développement anormalement rapides de l'incendie et ont rendu impossible notamment l'évacuation en temps utile de la plupart des victimes ; que les fautes relevées doivent dès lors être regardées comme ayant directement concouru au préjudice et sont de nature à engager la responsabilité de l'État. » Cependant, eu égard à la gravité de la faute commise par les auteurs de cet incendie volontaire, la part de responsabilité incombant à l'État a été limitée à un cinquième.

### Conséquence de l'incendie sur la sécurité de ce type de bâtiments en France

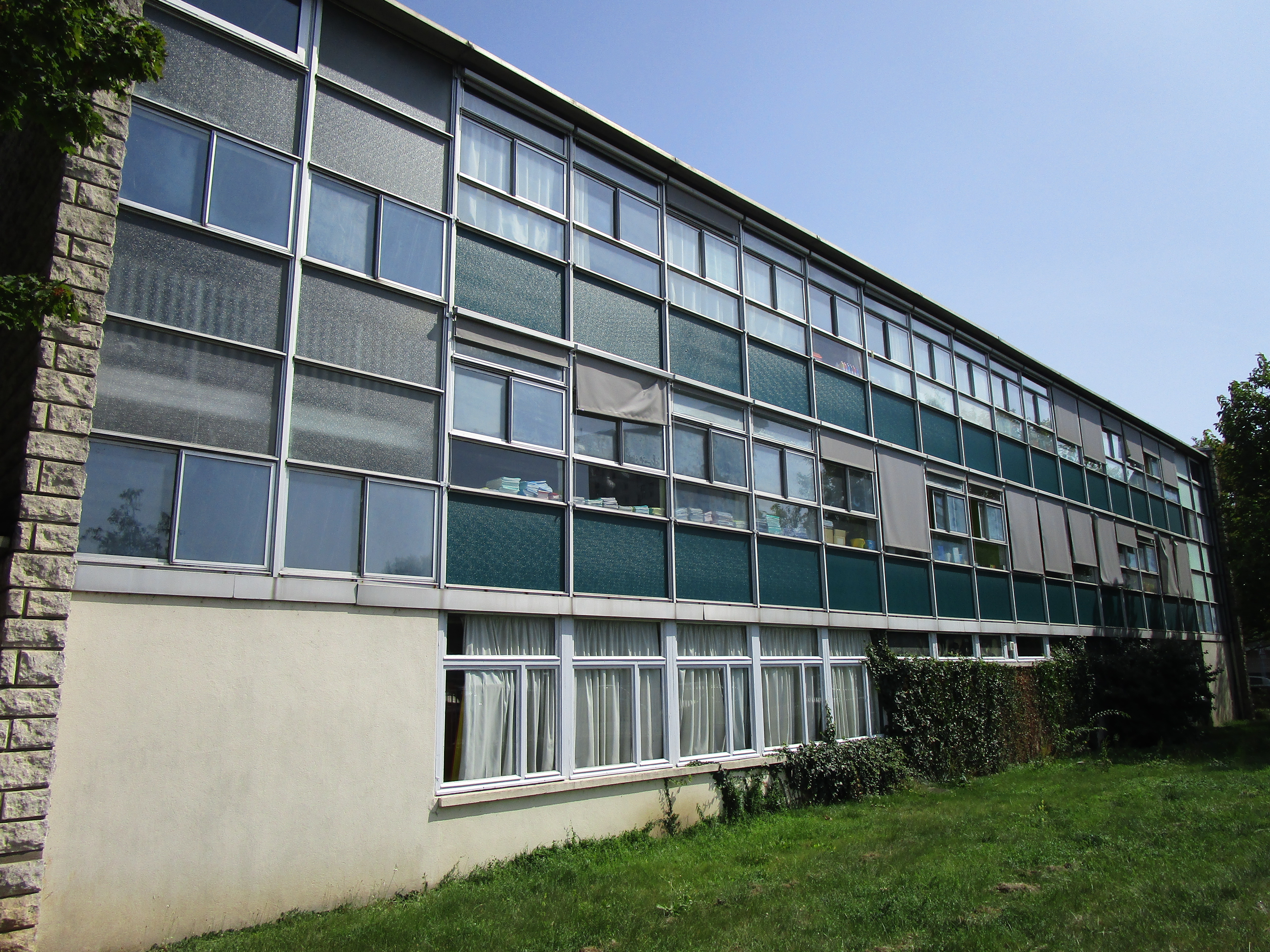
Les écoles en acier sont nombreuses en France, comme ici l'école Maryse-Bastié du quartier Rabelais-Tonnellé de Tours, vue en 2017.

Les règles de construction des bâtiments scolaires sont modifiées dès 1973. Des sirènes d'alerte incendie et des exercices d'évacuation obligatoires sont instaurés dans tous les établissements scolaires de France.
Plusieurs établissements de type « Pailleron » ont brûlé  mais sans faire de victimes, comme à Canteleu (Seine-Maritime) en janvier 1974, Colombes (Hauts-de-Seine) en 1992, Royan (Charente-Maritime) en 1999 (bâtiment détruit en moins de deux heures), Bavay (Nord) en 2001 après un feu de poubelle déclenché par deux collégiens, Montluçon (Allier) en 2007 ou au Mans (Sarthe) en 2010,.
En 2001, sur les 68 établissements de type « Pailleron » construits dans les années 1960 en France, 48 ont été détruits tandis que les autres ont fait l'objet de travaux de mise en sécurité. En outre, un millier d'établissements à charpente en acier ont été construits entre 1960 et 1980 et il en restait encore environ 700 en 1999, même s'il est difficile de connaître les chiffres exacts, ces établissements dépendant des départements et des régions et les informations n'étant pas centralisées.
En 2008, il restait encore des collèges ou bâtiments de ce type comme le collège Jean-Bouin à L'Isle-sur-la-Sorgue dans le Vaucluse, qui accueille plus de 900 élèves. Des travaux de reconstruction y ont été réalisés, et livrés pour la rentrée 2011/2012,.
Plusieurs bâtiments de ce type au sein de l'IUT d'Orléans doivent aussi être démolis et reconstruits durant la période 2007-2013.
L'annexe du site de Poitiers de l'École européenne supérieure de l'image est également un ancien collège de type Pailleron. Cet établissement accueillait une centaine d'étudiants en plus des professeurs, du personnel et des amateurs, et reste encore à risque en 2010.[réf. nécessaire] En septembre 2010, la nouvelle direction de l'École a pris la décision de ne plus envoyer ses étudiants dans cette annexe.

## Le collège Édouard-Pailleron actuellement
À la suite de la catastrophe, le collège Édouard-Pailleron est reconstruit en 1979. Il accueille actuellement des classes d'enseignement général, ainsi qu'une Section d'enseignement général et professionnel adapté, une Unité localisée pour l'inclusion scolaire et une section pour Élèves non scolarisés antérieurement.

## Documentaires télévisés
- « Le collège meurtrier » le 11 décembre 2013 dans 50 ans de faits divers sur 13e rue et sur Planète+ Justice.

## Émission de radio
Affaires sensibles de Fabrice Drouelle sur France Inter, podcast disponible sur le site de l'émission